# Homosalat
Homosalat (von Homomenthylsalicylat) ist eine organische Verbindung, die in einigen Sonnencremes Verwendung findet. Es handelt sich um einen Ester entstanden aus Salicylsäure und 3,3,5-Trimethylcyclohexanol (Homomenthol). Es wird als chemischer UV-Filter in einer Konzentration bis zu 10 % eingesetzt. Der Salicylsäureanteil des Moleküls absorbiert UV-Licht mit einer Wellenlänge von 295 nm bis 315 nm. Der hydrophobe Cyclohexanolanteil verhindert eine Lösung in Wasser.
Homosalat ist eine chirale Verbindung mit zwei Stereozentren und somit eine Mischung von vier Stereoisomeren. Dabei überwiegt laut älterer Literatur in den eingesetzten Produkten das trans-Diastereomer [(1R*,5R*)-Form], wobei zwei Homosalat-Isomerengemische existieren: normalerweise eine Mischung aus 15 % cis- und 85 % trans-Form sowie eine aus 40 % cis- und 60 % der trans-Form. Es sind jedoch auch Isomergemische mit 85 % oder mehr der cis-Form [(1R*,5S*)-Form] herstellbar. In neueren Sonnenschutzmitteln vom deutschen, US-amerikanischen und kanadischen Markt, sowie im technischen Homosalat zweier Hersteller wurden in einer Stichprobe Anteile der cis-Form zwischen 87 % und 92 % gemessen.

## Gewinnung und Darstellung
Homosalat kann durch eine Umesterung von Salicylsäuremethylester mit 3,3,5-Trimethylcyclohexanol dargestellt werden.

## Eigenschaften
Homosalat ist eine brennbare, schwer entzündbare, farblose Flüssigkeit, die praktisch unlöslich in Wasser ist.

## Sicherheitshinweise
Wie bei anderen UV-Filter-Verbindungen, wird Homosalat stärker in die Epidermis des Gesichts absorbiert (25 %) als in die Epidermis des Rückens. Für Homosalat wurde In vitro eine Wirkung als Antiandrogen festgestellt, und zugleich östrogene Aktivität auf Östrogenrezeptoren, und allgemeine in vitro Östrogenaktivität. Homosalat zeigt in vitro Eigenschaften an Androgen- und Östrogenrezeptoren zu koppeln. Daneben gibt es Hinweise, dass Homosalat in toxische Produkte zerfallen kann.